# 꽃 피는 날
꽃 피는 날은 네이버 웹툰에서 연재된 작가 두루의 로맨스 웹툰이다. 2018년 1월 6일부터 연재를 시작했으며 2020년 7월 25일까지 총 2년간 연재하였다.

## 줄거리
버스에서 우연히 만난 최나라와 강성윤이 서로의 마음을 알아가며 사랑하는 이야기

## 등장 인물
- 최나라 : 도여고등학교에 다니는 2학년 여학생 주인공
- 강성윤 : 동림고등학교에 다니는 2학년 남학생 주인공
- 강태호 : 강성윤과 베스트 프랜드이며 같은 동림고등학교를 다니고 있다.
- 송세영 : 최나라와 김가현의 친구이다. 같은 도여고등학교에 다니고 있다.
- 김가현 : 최나라의 친구이며 도여고등학교 육상부 소속이다.
- 민도윤 : 최나라의 친구. 함께 도여고등학교에 다니고 있다.
- 최나준 : 최나라의 남동생. 중학생이다.
- 고예진 : 도여고등학교 3학년인 여학생. 강성윤을 짝사랑하고 있다.

## 같이 보기
- 네이버 웹툰
- 로맨스
- 차차차 (웹툰)
- 텃밭부 사건일지